# Sillaginodes punctatus
El silago manchado (Sillaginodes punctatus) o silago moteado es una especie de peces de la familia Sillaginidae en el orden de los Perciformes.

## Morfología
Los machos pueden llegar alcanzar los 72 cm de longitud total.

## Distribución geográfica
Se encuentra en Australia Meridional.